# Diana Bakker
Diana Bakker (Scheemda, 29 augustus 1974) is een Nederlands voormalig tafeltennis-international. Ze werd Nederlands kampioene dubbelspel in 1994, 1995 (beide met Emily Noor), 2000 en 2002 (beide met Melisa Muller). In 1992 werd ze samen met Muller, Bettine Vriesekoop en Mirjam Hooman-Kloppenburg tweede op het EK voor landenploegen.
Bakker speelde competitie voor onder meer Reflex Scheemda , Schoonderbeek/DTK (ook onder de naam 'Remerij/DTK') en GTTC/Assen (ook onder de naam 'MD Caps/Assen') in de Nederlandse eredivisie. Ze behoorde samen met Muller tot een lichting speelsters die tot de Nederlandse top behoorde, maar altijd in de schaduw bleef van Vriesekoop, Hooman-Kloppenburg en Emily Noor.